# عبد الرحمن جبر الخالدي

عبد الرحمن جبر الخالدي أبو سفيان (1922 - 2000) من قرية كفر حارب في الجولان المحتل. درس بعد القرية في مدارس مدينة درعا ثم التجهيز الأولى في دمشق. كان من أساتذته الشاعر محمد البزم الذي قدم له الدعم والتشجيع، كما كان يحب إلقائه الخطابي للشعر، كما كان من أساتذته ميشيل عفلق الذي ظل يتحدث عنه دائما بتبجيل واحترام الطالب لمعلمه. وهو والد المذيع سفيان جبر
من شعراء الجولان البارزين كتب الشعر الفصيح والشعر العامي.. ومعظم أشعارة وطنية سياسية، لذلك أتلف منه الكثير حسب الظروف السياسية التي كانت تسود سورية، كما أنه لم يكن يميل إلى طباعة شعره ونشره لذا فأغلب المعروف من شعره جمع مما يحفظه طلابه وما توفر لدى أصدقائه، لكن الكثير منه فُقِد أو أُتلف.
وعمله المطبوع الوحيد (مسرحية النفير) كان الفضل الأول في طباعتها لأصدقائه وخصوصا مصطفى جسومة.
غلب على شعرة في مراحله الأولى محور محدد: العروبة - فلسطين - الوحدة، وبعد نكسة عام 1967 أصبح الجولان وقريته كفر حارب المحور الأساسي لكل ما ينظم فقدم قصائد رائعة مفعمة بالعواطف والحنين، انتشرت بصورة واسعة بين أبناء الجولان رغم عدم طباعتها في ديوان، مثل هواها، أنا والطلل. بلغ قمة العاطفة والشوق والحنين في قصائده العامية مثل: الله على جفن من الهجس ما نام - وقصيدة يا ديرتي يام النفل والنواوير...

## وصلات خارجية
- صفحة الشاعر في معجم البابطين لشعراء العرب
- موقع الجولان الرسمي

مذكرات محمد خشان الحلقة 25 يتحدث عن علاقته بالشاعر

سيرة الشاعر الذاتية في عمله المطبوع " النفير"
```
قصائد للشاعر
```

ذكرى وحنين
أنا والطلل